# 하남대로 (광주)
하남대로(Hanam-Daero)는 광주광역시 광산구 하남동장수1지하차도 와 북구 운암동 동운고가교차로를 잇는 광주광역시의 도로이다.

## 주요 경유지
광주광역시
- 광산구 (하남동 . 월곡동 . 운남동 . 신가동) - 서구 (유촌동) - 북구 (동림동 . 운안동)

## 노선
| 이름                | 접속 노선                                      | 소재지        | 소재지        | 소재지        | ㄱ 비고       |
| 고봉로와 직결       | 고봉로와 직결                                  | 고봉로와 직결 | 고봉로와 직결 | 고봉로와 직결 | 고봉로와 직결 |
| ------------------- | ---------------------------------------------- | ------------- | ------------- | ------------- | ------------- |
| (이름없음)          | 손재로                                         | 광주광역시    | 광산구        | 하남동        |               |
| 흑석사거리          | 국도 제13호선 (사암로)                         | 광주광역시    | 광산구        | 하남동        |               |
| 하남교입구사거리    | 봉영로                                         | 광주광역시    | 광산구        | 월곡동        |               |
| 하남교              |                                                | 광주광역시    | 광산구        | 월곡동        |               |
| 하남로입구삼거리    | 목련로153번길                                  | 광주광역시    | 광산구        | 운남동        |               |
| (이름없음)          | 광주광역시도 제85호선 (임방울대로)             | 광주광역시    | 광산구        | 운남동        |               |
| 신가지구입구 교차로 | 광주광역시도 제92호선 (목련로)                 | 광주광역시    | 광산구        | 신가동        |               |
| 극락육교            |                                                | 광주광역시    | 광산구        | 신가동        |               |
| 신가IC 교차로       | 2순환로                                        | 광주광역시    | 광산구        | 신가동        |               |
| 광신대교            |                                                | 광주광역시    | 서구          | 유촌동        |               |
| 광신대교            |                                                | 광주광역시    | 서구          | 유촌동        |               |
| 광신대교사거리      | 유덕로                                         | 광주광역시    | 서구          | 유촌동        |               |
| 우석 교차로         | 국도 제13호선 (빛고을대로)                     | 광주광역시    | 북구          | 동천동        |               |
| (이름없음)          | 동천로                                         | 광주광역시    | 북구          | 동천동        |               |
| (이름없음)          | 광주광역시도 제97호선 (유림로)                 | 광주광역시    | 북구          | 동천동        |               |
| 하남대로입구사거리  | 광주광역시도 제54호선 (서강로) 하남대로710번길 | 광주광역시    | 북구          | 동림동        |               |
| (이름없음)          | 화운로                                         | 광주광역시    | 북구          | 운암동        |               |
| 무등로 와 직결      |                                                |               |               |               |               |

## 주요 건물 및 시설
- 한마음새마을금고 하남본점 (광주광역시 광산구 하남동 하남대로 69)
- 기아자동차 하남지점 (광주광역시 광산구 하남동 하남대로 126)
- 광주광산 고용복지플러스센터 (광주광역시 광산구 하남동 하남대로 154)
- 광주은행 운남동지점 (광주광역시 광산구 운남동 하남대로 290)
- GS칼텍스 빛고을셀프주유소 (광주광역시 광산구 신가동 하남대로 338)
- E1 반디가스충전소 신가점 (광주광역시 광산구 신가동 하남대로 361)
- S-OIL 빛고을충전소 (광주광역시 광산구 신가동 하남대로 378)
- 맥도날드 광주동림DT점 (광주광역시 북구 동림동 하남대로 635)
- 농협 동천동지점 (광주광역시 북구 동천동 하남대로 658)
- 기아자동차 동림대리점 (광주광역시 북구 동천동 하남대로 673)
- HD현대오일뱅크 직영 동천마을셀프주유소 (광주광역시 광산구 북동 하남대로 691)
- 하나은행 동천동지점 (광주광역시 북구 동천동 하남대로 700)
- GS칼텍스 직영 클릭주유소 광주광역시 북구 운암동 하남대로 743)
- SK에너지 행복충전 바로오케이충전소 (광주광역시 북구 운암동 하남대로 763)
- 신협 삼애운암지점 (광주광역시 북구 운암동 하남대로 765)
- HD현대오일뱅크 반디석유주유소 (광주광역시 북구 운암동 하남대로 819)